# Amphicoma iberica
Amphicoma iberica es una especie de coleóptero de la familia Glaphyridae.

## Distribución geográfica
Habita en España.